# الگی، چیتاگانگ
الگی، چیتاگانگ (به لاتین: Algi, Chittagong) یک منطقهٔ مسکونی در بنگلادش است که در استان چیتاگونگ واقع شده‌است.